# Semiothisa ageta
Semiothisa ageta es una especie de polilla perteneciente a la familia Geometridae, descrita por el naturalista inglés Louis Beethoven Prout en 1917. Se encuentra en Birmania.

## Descripción
Es una polilla mediana con una envergadura de unos 39 milímetros (1,5 plg). Es de color casi toda amarillenta, una de las más coloridas de su género. Las antenas cuentan con fascículos de cilios muy largos. El tórax y abdomen son de color amarillo pálido, con ligera mezcla de rojizo en algunos lugares.